# ムンタゼル・アル＝ザイディ
ムンタザル・アッ＝ザイディー（アラビア語：منتظر الزيدي 、Muntaẓar az-Zaydī、1979年11月12日 - ）は、イラクのジャーナリスト。

## 来歴
ムンタゼル・アル＝ザイディはバグダード郊外のサドルシティー地区で育った。バグダード大学を卒業し、2005年にイラクの衛星テレビ局アル＝バグダーディーヤに入社。2年後にバグダード北部のイスラム教スンナ派地区を取材中、武装集団に拉致された。同局が放送で解放を訴えたところ、数日後に解放･帰宅されたが、犯人は現在も逮捕されていない。2008年1月、米軍がザイディの自宅アパートを家宅捜索し、拘束されたが翌日に解放され、米軍から謝罪を受けた。

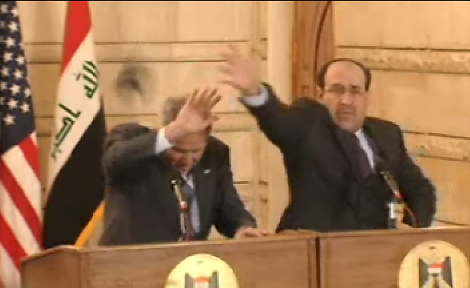
ブッシュとマーリキーの会見中に靴が投げられた瞬間。間一髪でブッシュ大統領は避けている。

2008年12月14日、イラクのバグダードで行なわれたブッシュ米大統領の記者会見中、「これはイラク人からの別れのあいさつだ。夫を失った女性と親を失った子どものためだ。犬め!!」などと叫びながら、履いていた左右の靴を大統領に投げつけた。ブッシュは間一髪の判断で避け、ザイディは警備員に取り押さえられた。
この事件について米国内のマスコミは、「イラク訪問は台無しになった」（ワシントン・ポスト）、「サッダーム・フセインを打倒し、イラクの占領統治を命じ、フセイン体制下では考えられなかった自由をもたらした男（ブッシュ大統領）に対するイラク国民の毀誉褒貶（きよほうへん）を極めて象徴的に表した」）（ニューヨーク・タイムズ）などと報道した。
一方アラブ世界や米国のイラク攻撃を支持しない人の間では彼を「英雄」と賞賛する声も目立ち、イラク国内では訪イラクをしたブッシュ大統領への抗議と絡めてザイディの釈放を求めるデモも催された。この行動を元にしたインターネットゲームも世界中でアクセスされている。イランでもザイディへの共感が広がっていて、12月24日には、学生有志がブッシュ大統領に見立てた着ぐるみに靴をぶつけるパフォーマンスを含んだデモを行った。また、中華人民共和国の掲示板でも、この記者の行動は絶賛されている。
拘束されたザイディは、後にマーリキー首相に送った書簡で自らの行為を「醜悪だった」と反省し、寛大な処置を求めている。しかし、AP通信が伝えるその後のザイディの家族の話では、この謝罪はザイディへの拷問の結果であり、ザイディはその後も後悔していないという。釈放後の本人もその旨を語っている。またベネズエラのチャベス大統領はザイディに靴を投げつけられたブッシュ米大統領を笑っていた。
2009年1月にイラクのティクリートにある米軍の攻撃などで親を失った子供を支援する施設に、彼の栄誉を称える巨大な靴のブロンズ像が設置されたが、サラーフッディーン県知事の命令で一般公開から2日で撤去された。
2009年3月、イラクの裁判所でザイディは訪問中の国家元首に対する暴行罪で禁固3年の刑を言い渡された。
2009年4月7日、担当弁護士は控訴裁判所がザイディを禁固1年に減刑する決定を下したと明らかにした。弁護士によると、犯行の動機や、まだ若いこと、犯罪歴がないことなどが考慮されたと説明した。服役態度が良いことも判断材料になったという
2009年9月14日に釈放される事となり、すでに複数のメディアから仕事の依頼が来ているものの、今後のキャリアについては、まだ検討中であるとも明かした。ザイディが所属するテレビ局幹部によると、収監中も給与が支払われていたほか、バグダードには住居も用意されている。収監中に給与を貰い会社に復帰する予定の彼がいかに英雄視されているのかが窺える。
2009年12月1日、ザイディはパリで記者会見中に、今度は逆に自称「記者」を名乗るイラク人から靴を投げられた。この記者会見は、イラクの戦争犠牲者についての活動のためにザイディが開いたもので、テレビの映像によると、投げ付けられた靴はザイディに当たらなかった。フランスのメディアによると、今回靴を投げたイラク人はブッシュ政権のイラク政策を支持する発言をし、ザイディが独裁主義に同調していると非難していたという。
2018年の議会選挙に出馬するため帰国。選挙戦では腐敗との闘いを掲げたが落選した。

## 脚註
1. ↑  “イラク訪問は「台無し」　靴投げ付け事件で米主要紙”. MSN産経ニュース. (2008年12月16日)
2. ↑  “根深い「反ブッシュ」 靴投げ侮辱のイラク人記者は「英雄」扱い”. MSN産経ニュース. (2008年12月15日)
3. ↑  “The Bush Game Can you throw a shoe at Bush?”. (2008年)
4. ↑  “ブッシュ大統領に靴投げた記者、中国で「絶賛」の声”. サーチナ. (2008年12月15日)
5. ↑  “靴投げ記者、許し請うイラク首相に手紙”. MSN産経ニュース. (2008年12月19日)
6. ↑  “靴投げ記者、謝罪は「拷問を受けたから」”. イザ!. (2008年12月22日)
7. ↑  “Chavez Says Shoe Toss at Bush Is 'Funny,' 'Courageous'” (英語). FOXニュース. (2008年12月16日) 2009年2月18日閲覧。
8. ↑  “イラクの靴投げ記者を記念、「巨大靴」のブロンズ像”. AFPBB　News. (2009年1月30日)
9. ↑  “イラクの靴のブロンズ像、州知事の命令で撤去 一般公開から2日で”. AFPBB　News. (2009年2月1日)
10. ↑  “ブッシュ前米大統領に靴を投げつけた記者、禁固3年の判決” (日本語). ロイター. (2009年3月12日) 2009年3月14日閲覧。
11. ↑  “イラク靴投げ記者、禁固1年に減刑” (日本語). AFPBB NEWS. (2009年4月8日) 2011年1月11日閲覧。
12. ↑  “イラク「靴投げ記者」釈放へ、今後のキャリアは検討中” (日本語). ロイター. (2009年9月14日) 2011年1月11日閲覧。
13. ↑  “イラクの靴投げ記者、パリで会見中に靴投げられる” (日本語). ロイター. (2009年12月2日) 2011年1月11日閲覧。
14. ↑  “イラク総選挙「靴投げ記者」は落選　「われわれの戦いは続く」”. 産経新聞. (2018年5月19日) 2018年5月21日閲覧。